# Sint-Martinuskerk (Dannes)
De Sint-Martinuskerk of Sint-Maartenskerk (Frans: Église Saint-Martin) is de parochiekerk van de gemeente Dannes, gelegen aan de Rue du Centre, in het Franse departement Pas-de-Calais. 
De voorgevel wordt door een trapgevel geflankeerd en dateert, evenals het schip, van de 15e eeuw. De steunberen zijn begin 16e eeuw toegevoegd.
De vierkante toren, aan de koorzijde van het schip, bevat een ruimte die voorzien is van een stookplaats en diende mogelijk als toevluchtsoord in tijden van troebelen, of - mogelijk - als de woonplaats van de klokkenluider. De bovenste geleding van de toren werd begin 18e eeuw toegevoegd.
Tegenover het sobere schip is het koor veel verfijnder. De bouw vond begin 16e eeuw plaats met steun van François de Créqui en Marguerite Blondel, heer en vrouwe van Dannes, en gestorven in 1518 respectievelijk 1513. Men vindt in het koor ook glas-in-loodramen die onder andere het leven van Saint-Frieux verbeelden.
Vooral in 1893 werd de kerk grondig gerestaureerd onder leiding van Clovis Normand.